# Kidsgrove

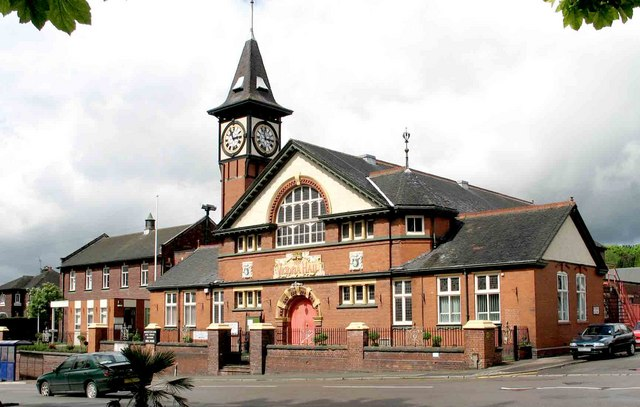
Die Victoriahall in Kidsgrove

Kidsgrove ist eine Stadt im Bezirk Newcastle-under-Lyme, nahe der Grenze zu Cheshire. Sie bildet einen Teil des Töpferstadtgebietes in Nord-Staffordshire, zusammen mit Stoke-on-Trent und Newcastle-under-Lyme. Sie hat eine Einwohnerzahl von 24.112 (Zählung 2001). Der Großteil der Stadt ist im Bezirk Kidsgrove, nur der westliche Teil in Ravenscliffe.

## Geschichte
Seit dem 18. Jahrhundert wuchs Kidsgrove mit dem Steinkohlebergbau, der mittlerweile stillgelegt wurde. Cloug Hall Mansion war ein örtlicher Freizeitpark in der Stadt, der heute zerstört ist. Das moderne Kidsgrove ist eine Pendlerstadt, deren Immobilienpreise im ersten Jahrzehnt des 21. Jahrhunderts stark angestiegen sind. Viele Leute arbeiten nun in den größeren Städten wie Manchester oder Birmingham. Der Ingenieur James Brindley baute den ersten Harecastle-Tunnel für den Trent-Mersey-Kanal nahe der Stadt; Thomas Telford baute den zweiten. Kidsgrove markiert auch das südliche Ende des Macclesfield-Kanals. Es gibt eine Legende um einen kopflosen Geist, der im Harecastle-Tunnel spuken soll. Der Geist soll der einer jungen Frau sein, die im Tunnel ermordet wurde. Sie wird die Kidsgrove Boggart genannt.
Kidsgrove wurde 1904, mit Abschaffung des ländlichen Bezirks Wolstanton, zum Städtischen Bezirk gemacht, in dem die Gemeinden Kidsgrove und Newchapel eingeschlossen wurden. Talke, vorher Teil des Städtischen Bezirks Audley, wurde 1932 angefügt.
In Kidsgrove gibt es den Bahnhof Kidsgrove, der von der Nord Staffordshire Eisenbahn am 9. Oktober 1848 als Harecastle eröffnet wurde und später in Kidsgrove Central umbenannt wurde. Dieser Bahnhof ist immer noch ein Knotenpunkt, wenn auch jetzt unter dem Namen Kidsgrove. Jedoch gab es zwei weitere Stationen an der geschlossenen Schleifenlinie, nämlich Kidsgrove Liverpool Road, eröffnet am 15. November 1875 und Market Street Halt, eröffnet am 1. Juli 1909.
Die Stadt besitzt eine Bücherei, Post, Gesundheitszentrum, Bank und Supermarkt. In der Marktstraße gibt es kleinere Läden, Restaurants und Imbisse.

## Sport
Kidsgrove Athletic FC spielt in der Northern Premier League Division One South.
Kidsgrove hat auch einen Cricketverein, den Kidsgrove CC.

## Bekannte Personen
- Reginald Joseph Mitchell, Entwickler des Royal-Air-Force-Fliegers in der Luftschlacht um England, der Spitfire, wurde im Dorf Butt Lane, Kidsgrove geboren.
- Brewster Mason, Schauspieler der Royal Shakespeare Company, 1922–1987

Bathpool Park, südlich der Stadt, ist der Ort, an den der Serienmörder Donald Neilson, bekannt unter dem Namen Black Panther, die 17-jährige Erbin Lesley Whittle brachte, nachdem er sie entführt hatte und bevor er sie ermordete.